# Tilt-shiftbewerking

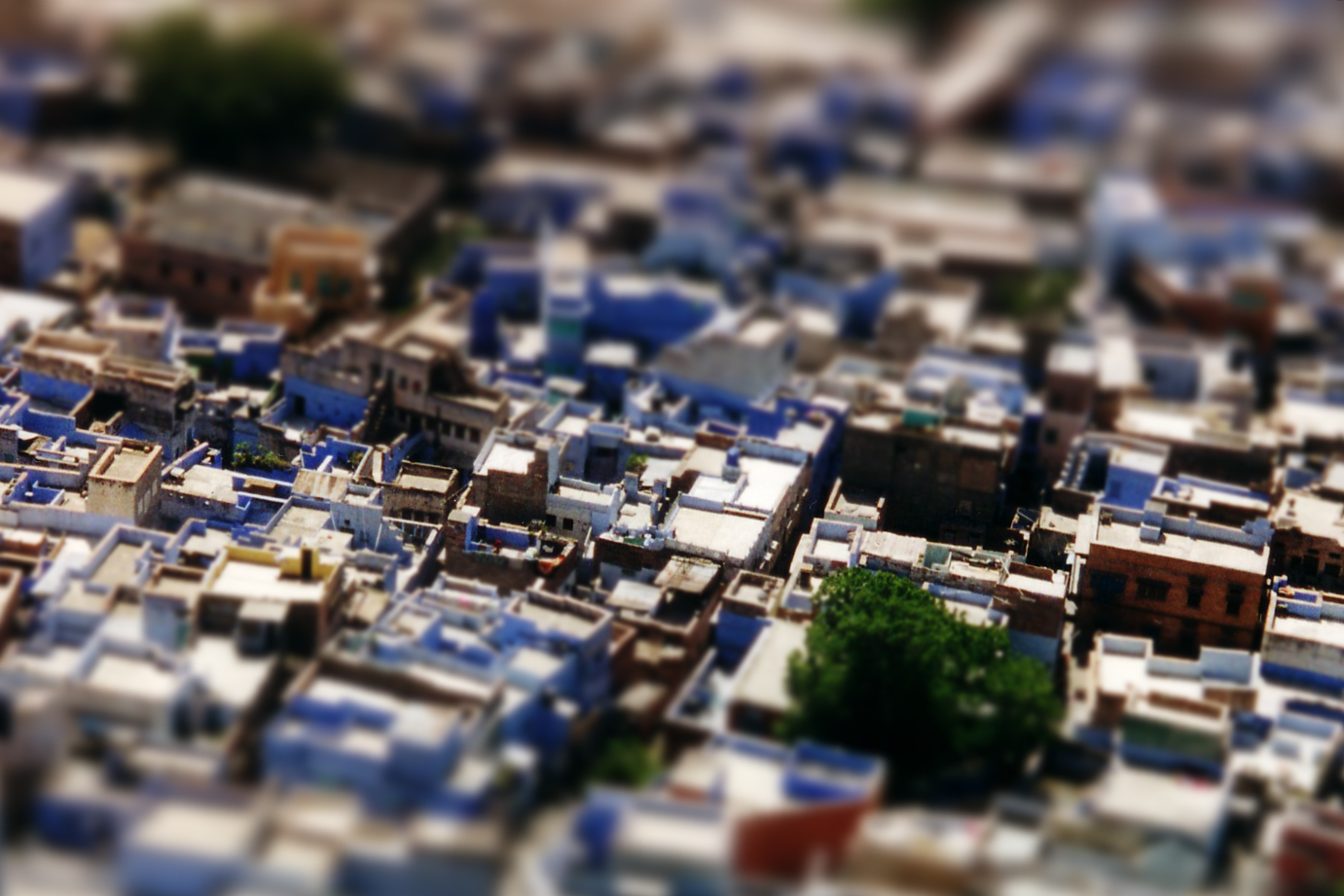
Tilt-shiftbewerking van huizen in de Indiase stad Jodhpur

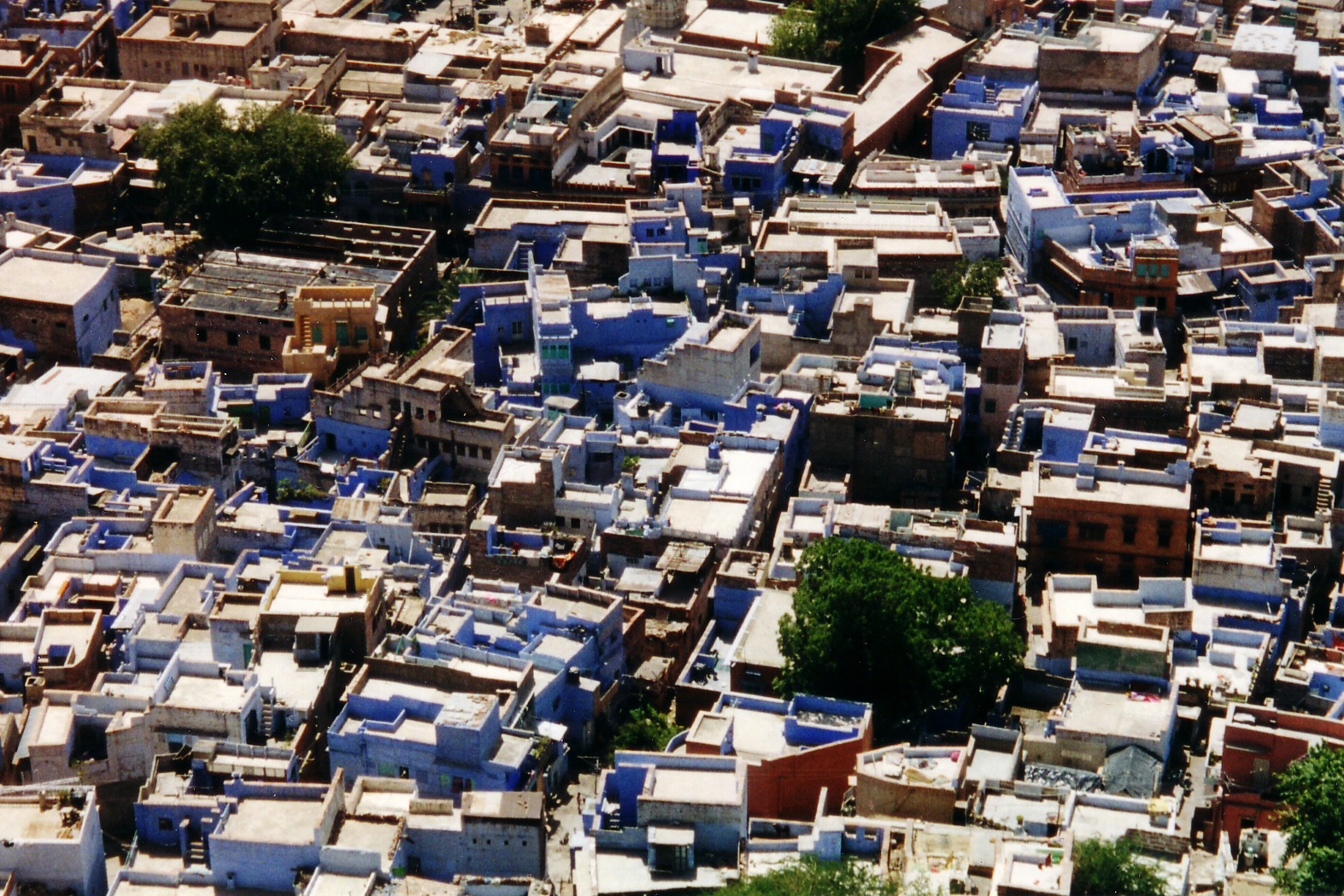
De originele foto

Tilt-shiftbewerking is een methode om een foto of film van bijvoorbeeld een landschap of een stadsbeeld, zodanig te bewerken dat het lijkt alsof het een foto van een miniatuurstad of een schaalmodel is. Deze optische illusie wordt gecreëerd door ofwel gebruik te maken van een speciaal soort lens of door digitale bewerking.
Tilt-shiftfoto's worden bijna altijd van een hoog uitzichtpunt genomen. De optische illusie werkt als volgt. Wanneer een persoon van dichtbij naar een maquette of voorwerp kijkt dan kan deze slechts een deel hiervan scherp zien. De rest is enigszins onscherp. De hersenen weten dan welke delen van het voorwerp dichtbij zijn en welke ver weg. Door een stad te fotograferen en een deel van de foto onscherp te maken wordt hetzelfde effect verkregen en worden de hersenen van de kijker voor de gek gehouden waardoor deze het idee heeft naar een miniatuur te kijken.
Met een fotocamera speelt hetzelfde. Wanneer een foto gemaakt wordt van een omgeving, dan kan slechts een klein deel van het tafereel scherp gefotografeerd worden. Wanneer een miniatuuromgeving gefotografeerd wordt is dit effect nog veel sterker. Dit heeft te maken met de scherptediepte van de lens. Hierdoor is slechts een klein deel van de foto echt scherp.
Bij tilt-shiftbewerking wordt het effect nagebootst. Dit kan op twee manieren:
- Door een speciale lens (een tilt-shiftobjectief) te gebruiken.
- Door een digitale bewerking. Hierbij wordt een deel van de foto aangewezen dat scherp dient te blijven waarna de rest van de foto onscherp wordt gemaakt. Het gedeelte van de foto dat zich het verst van het scherpe deel bevindt wordt het wazigst gemaakt. Het nadeel van deze techniek is dat het niet altijd natuurlijk lijkt. Immers wanneer een echte maquette gefotografeerd wordt, zullen zich meestal meerdere delen van het schaalmodel binnen het scherptedieptegebied van de lens bevinden. Bij een digitale bewerking is dit niet het geval. Het probleem doet zich vooral voor bij stadsgezichten met veel hoogbouw, interieurs en bergachtige landschappen.

Tilt-shift wordt ook in films gebruikt, zoals in de films Gulliver's Travels uit 2010. In de televisieserie Thunderbirds Are Go, wat een computeranimantie is, is het effect toegevoegd zodat de kijker toch weer het idee heeft naar miniatuurpoppetjes te kijken.

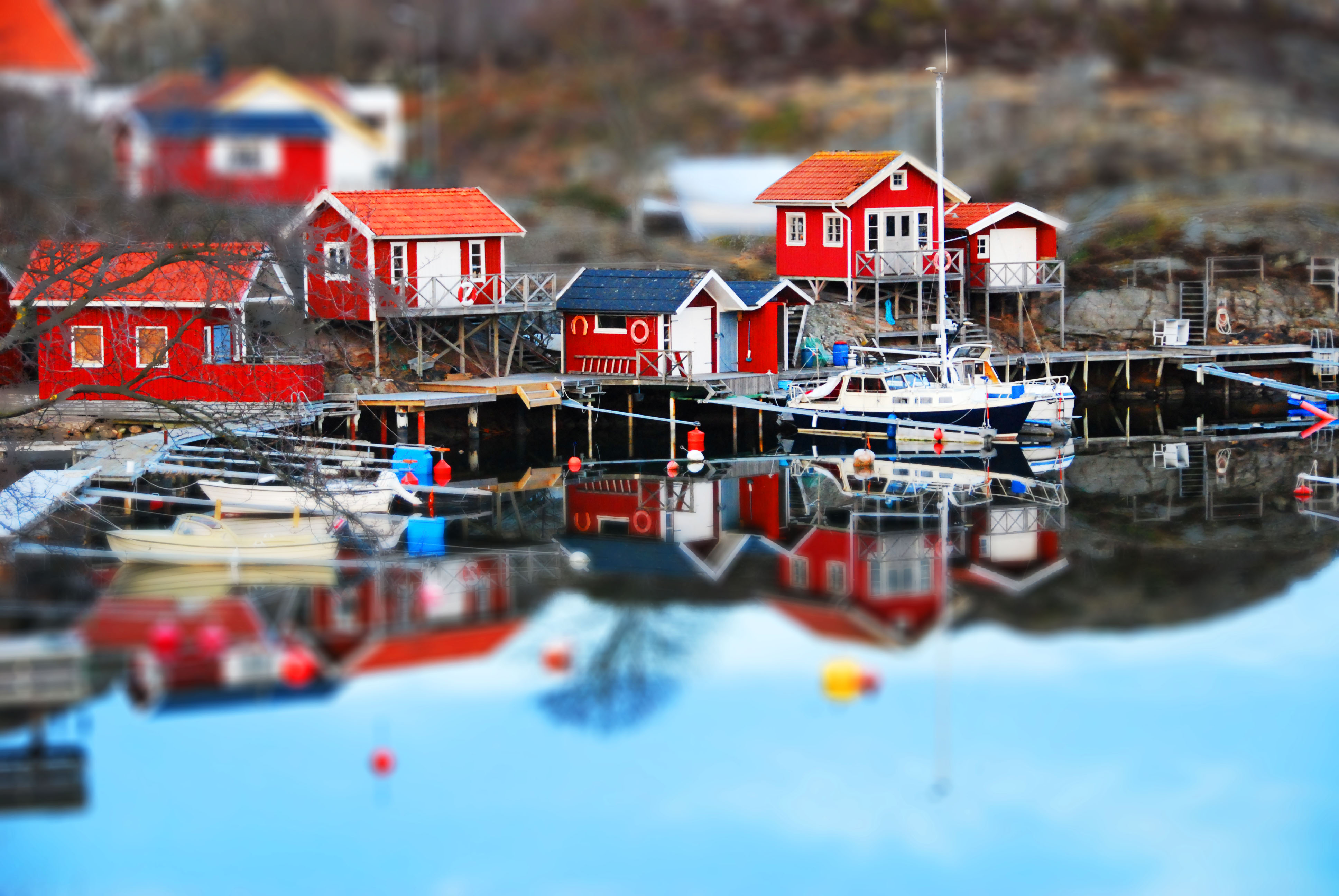
Zweedse dorp Grundsund
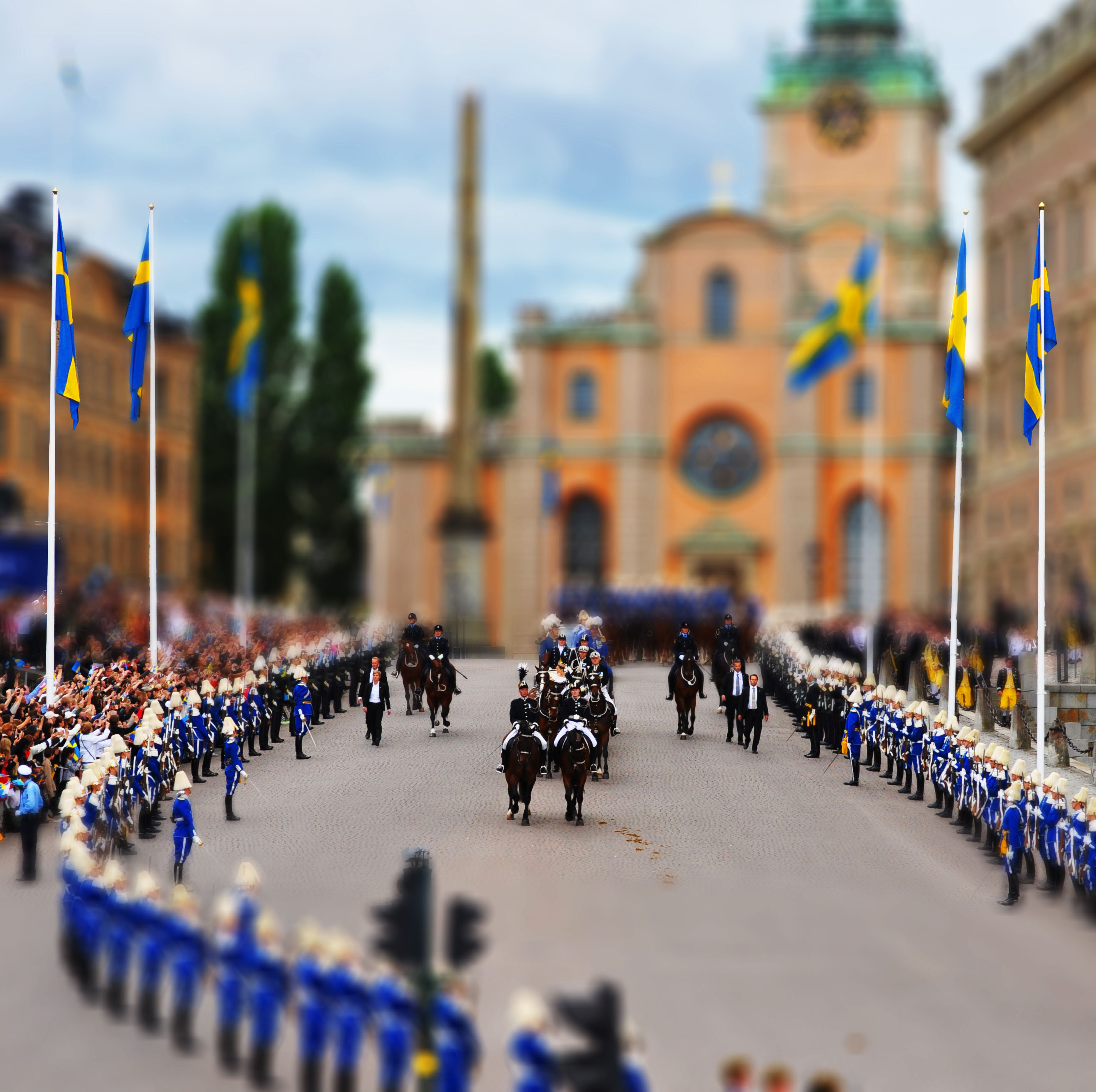
Huwelijk van Victoria van Zweden en Daniel Westling
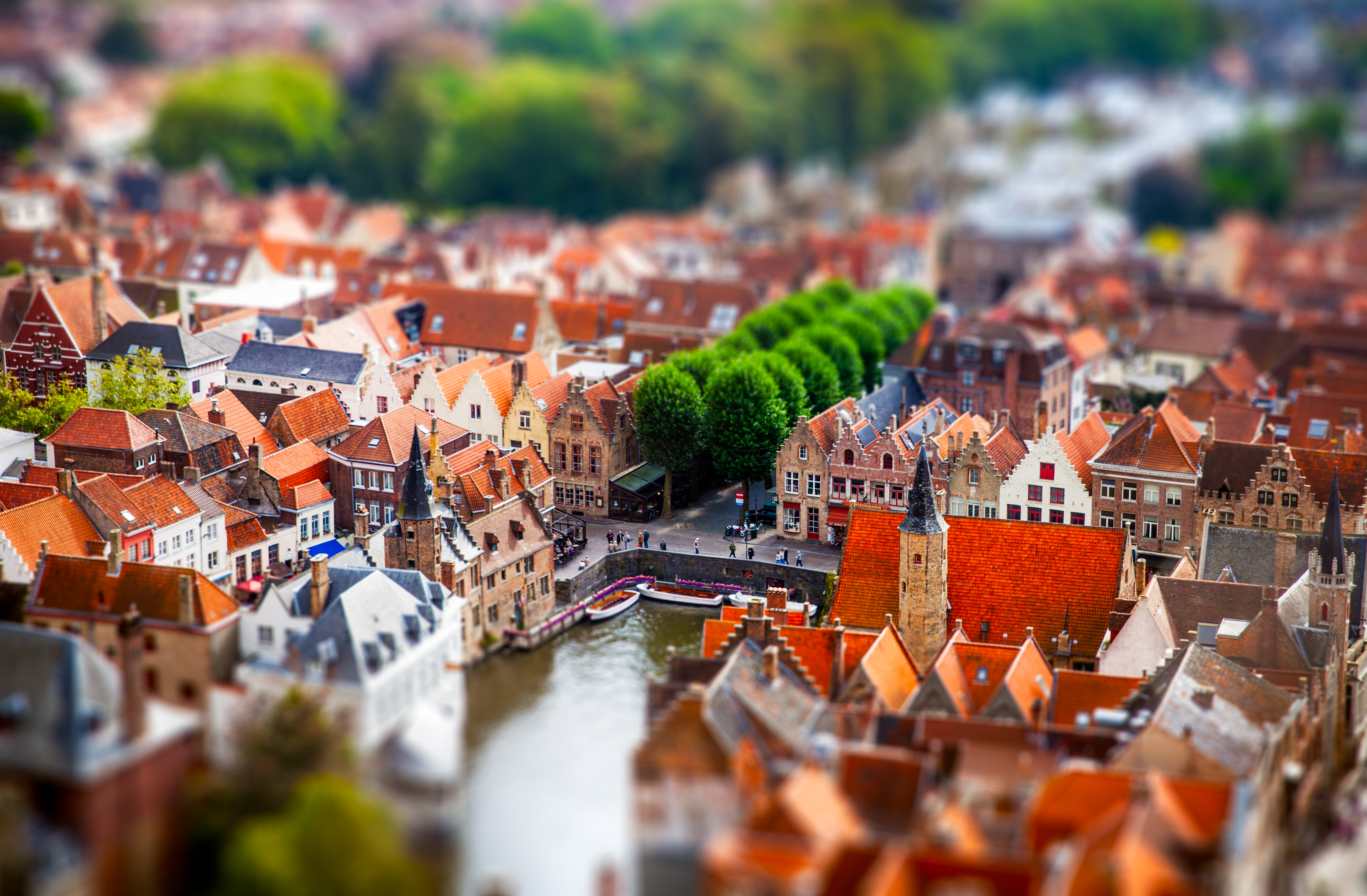
Brugge gezien vanaf het Belfort
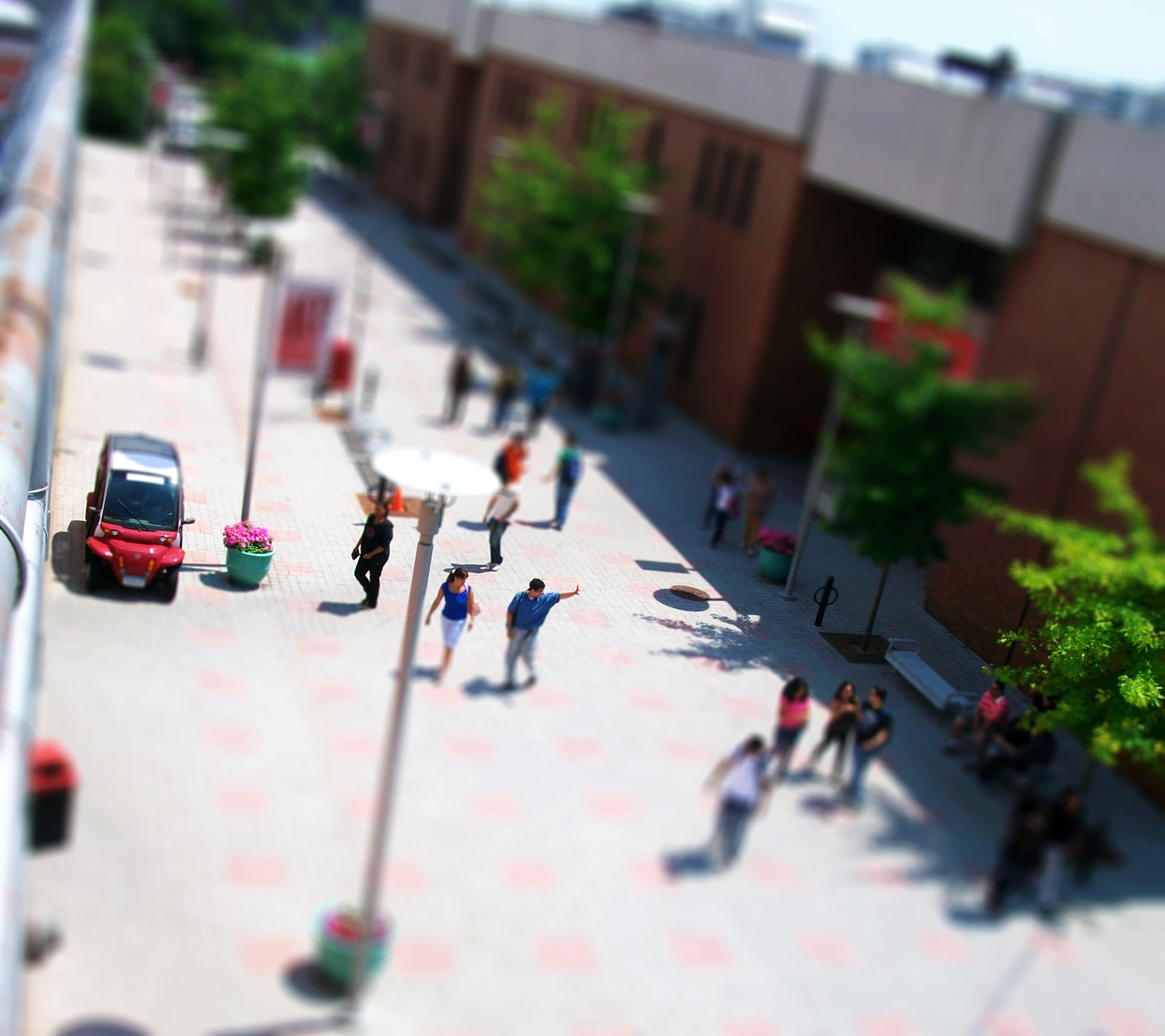
Een plein op de campus van de City University of New York
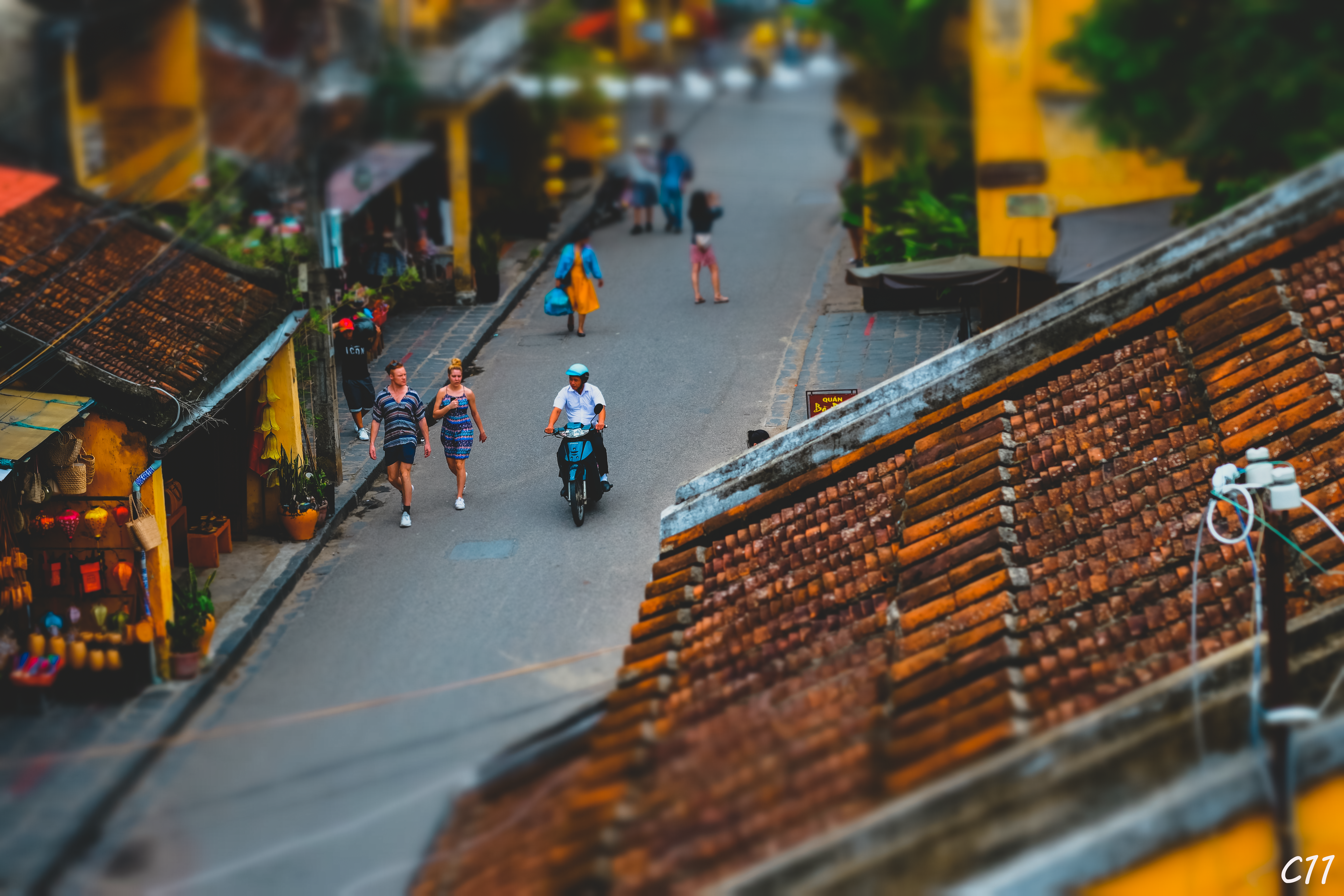
Een straat in de Vietnamese stad Hội An